# Momchilgrad (huyện)
Momchilgrad là một huyện thuộc tỉnh Kardzhali, Bungaria. Dân số thời điểm năm 2001 là 17185 người.